# Fifty Lakes
Fifty Lakes is een plaats (city) in de Amerikaanse staat Minnesota, en valt bestuurlijk gezien onder Crow Wing County.

## Demografie
Bij de volkstelling in 2000 werd het aantal inwoners vastgesteld op 392.
In 2006 is het aantal inwoners door het United States Census Bureau geschat op 416, een stijging van 24 (6.1%).

## Geografie
Volgens het United States Census Bureau beslaat de plaats een oppervlakte van
85,9 km², waarvan 75,2 km² land en 10,7 km² water.

## Plaatsen in de nabije omgeving
De onderstaande figuur toont nabijgelegen plaatsen in een straal van 24 km rond Fifty Lakes.